# Miré Reinstorf
Miré Reinstorf (* 5. Juni 2002) ist eine südafrikanische Leichtathletin, die sich auf den Stabhochsprung spezialisiert hat. In dieser Disziplin wurde sie 2022 und 2024 Afrikameisterin und siegte 2024 auch bei den Afrikaspielen.

## Sportliche Laufbahn
Erste Erfahrungen bei internationalen Wettkämpfen sammelte Mirè Reinstorf im Jahr 2021, als sie bei den U20-Weltmeisterschaften in Nairobi mit neuem afrikanischen U20-Rekord von 4,15 m die Goldmedaille im Stabhochsprung gewann. Im Jahr darauf siegte sie bei den Afrikameisterschaften in Port Louis mit einem Sprung über 3,80 m. Im Jahr darauf startete sie bei den Weltmeisterschaften in Budapest und schied dort ohne einen gültigen Versuch in der Qualifikationsrunde aus. 2024 siegte sie mit neuem Spielerekord von 4,35 m bei den Afrikaspielen in Accra sowie im Juni mit 4,10 m bei den Afrikameisterschaften in Douala. Im Jahr darauf verpasste sie bei den World University Games in Bochum mit 3,70 m den Finaleinzug.
In den Jahren 2019 und 2021 sowie 2022 und 2024 wurde Reinstorf südafrikanische Meisterin im Stabhochsprung.